# Trans
För andra betydelser, se Trans (olika betydelser).
Trans (av engelska trance; från fornfranska transe, "övergå från liv till död"; ursprungligen av latin transeo, "gå över ", "överskrida") är ett dissociationstillstånd, ett själsligt och kroppsligt tillstånd då man faller i dvala eller, den direkta motsatsen, exalterad upphetsning. Tillståndet uppnås genom autosuggestion eller hypnos. Inom humaniora och teologi används termen extas. Om tillståndet är ofrivilligt är det patologiskt, och kallas transtillstånd. Trans är även ett normaltillstånd och man glider in och ut ur trans vid olika aktiviteter där man fokuserar intensivt på en uppgift. 
Neurologiska laboratorieförsök har visat att det finns tre olika stadier av transtillstånd. I det första stadiet lurar hjärnan sig själv att se ett antal olika geometriska former. Dessa former framträder i starka pulserande färger som kan blinka och röra sig. Man ser dem oavsett om man har ögonlocket stängt eller öppet. Denna syn kallas med ett finare ord för entoptiska fenomen. Nervimpulser från hjärnan skickas till ögat och retar en nerv som sedan sänder tillbaka denna felaktiga information. Hur formerna ser ut är kulturellt obetingat.
I det andra stadiet försöker hjärnan tyda de entoptiska fenomenen. Ett rutmönster kan bli en stege och en rund form kan bli en apelsin. Bilderna som man ser blir därför olika beroende på ens minnen och vilken kultur man kommer ifrån. 
I det tredje stadiet blir transen mycket intensiv. Världen runtom kring försvinner mer och mer. En del beskriver det som att sugas ned i en mörk virvel där man i slutet möts av ett starkt ljus andra beskriver det som att färdas uppåt mot himlen genom att flyga. Runt omkring sig ser de bilderna från föregående stadier men mer utvecklade som monster, människor och djur. Nu kan man också uppleva att det händer saker med sin egen kropp. Att det växer ut extra kroppsdelar, att kroppsdelar försvinner och hur det sticker och bränner. Människor från västvärlden beskriver detta som att få elektricitet genom sig. Naturfolk beskriver det som att bli täckt av insekter. Det allra vanligaste att man upplever i detta stadium är att människor blir djur och att djur blir människor. Föremål i ens närhet kan börja förändra sig.

## Etymologi
Trans- som prefix betyder över, bortom, att gå bortom, från latinets trans-, som preposition över, gå över, bortom, det troliga ursprunget är från trare-, som betyder att korsa (se igenom).